# Sphenopsis ochracea
El hemispingo ocráceo (Sphenopsis ochracea) es una especie de ave paseriforme de la familia Thraupidae perteneciente al género Sphenopsis, antes situada en Hemispingus. Es nativo de regiones andinas del noroeste de América del Sur.

## Distribución y hábitat
Se distribuye de forma disjunta a lo largo de la pendiente occidental de los Andes del suroeste de Colombia (Nariño) y oeste de Ecuador.
Esta especie es considerada poco común y local en su hábitat natural: el sotobosque y los bordes de bosques montanos húmedos de media altitud, principalmente entre los 1700 y los 2300 m.

## Sistemática

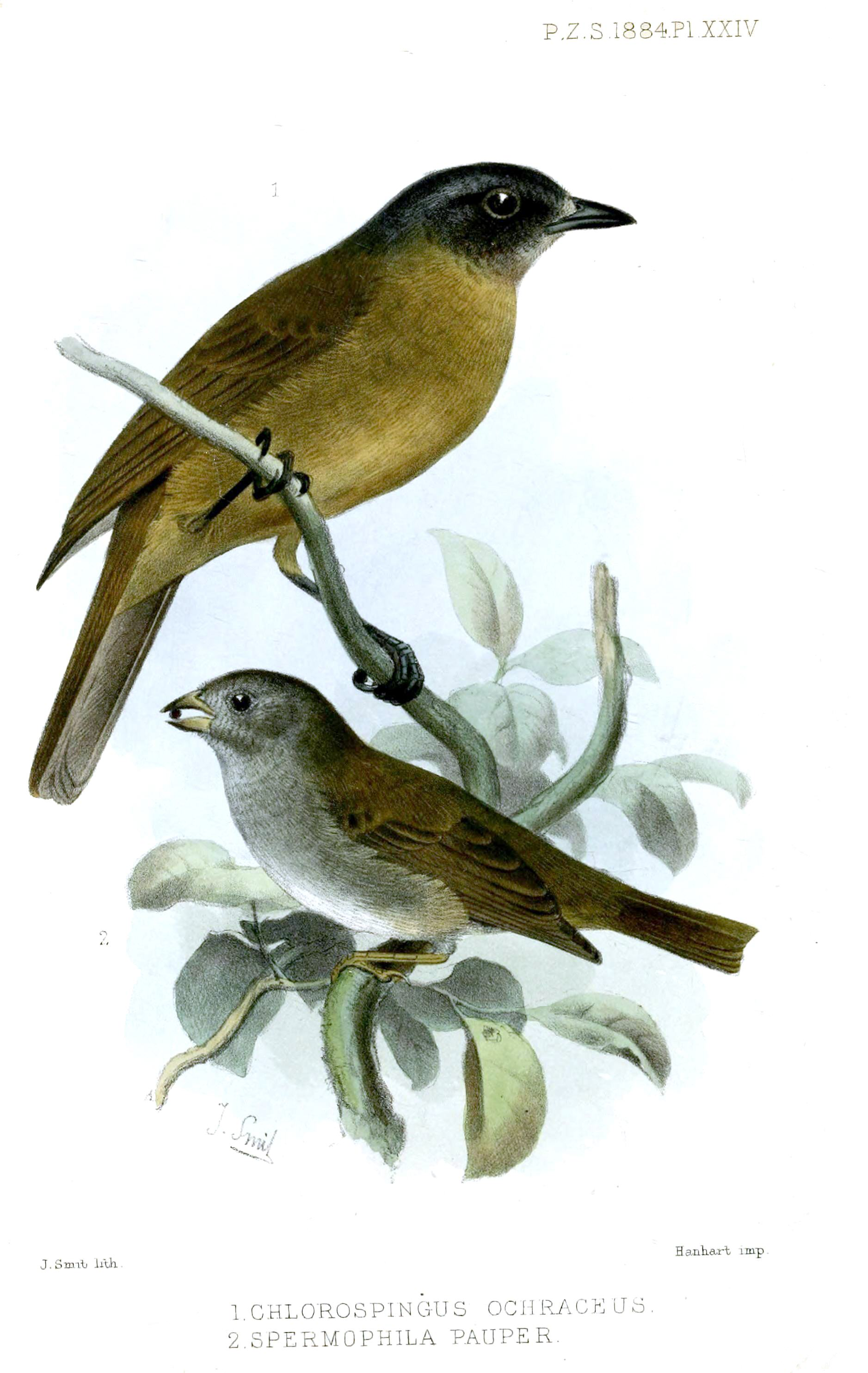
Chlorospingus ochraceus = Sphenopsis ochracea (arriba), Spermophila pauper = Asemospiza oscura pauper (abajo), ilustración de Smit en Proceedings of the Zoological Society of London, 1884.

### Descripción original
La especie S. ochracea fue descrita por primera vez por los ornitólogos alemán Hans von Berlepsch y polaco Władysław Taczanowski en 1884 bajo el nombre científico Chlorospingus ochraceus; la localidad tipo es: «Cayandeled, oeste de Ecuador».

### Etimología
El nombre genérico femenino «Sphenopsis» se compone de las palabras griegas «sphēn»: cuña, y «opsis»: apariencia; y el nombre de la especie «ochracea», del latín moderno «ochraceus»: de color ocre, ocráceo.

### Taxonomía
La presente especie (haciendo parte del grupo S. melanotis) junto a Sphenopsis frontalis, fueron tradicionalmente incluidas en el género Hemispingus, hasta que en los años 2010, publicaciones de filogenias completas de grandes conjuntos de especies de la familia Thraupidae basadas en muestreos genéticos, permitieron comprobar que formaban un clado separado del género que integraban, por lo que se sugirió la resurrección del género Sphenopsis, hasta entonces considerado un sinónimo de Hemispingus. El reconocimiento del género resucitado y la inclusión de las dos especies fue aprobado en la Propuesta N° 730.10 al Comité de Clasificación de Sudamérica (SACC).
La presente especie y Sphenopsis piurae, ambas nativas de la pendiente occidental de los Andes, fueron tratadas históricamente como subespecies de S. melanotis, pero son reconocidas como especies separadas por diversos autores y clasificaciones, no así por Clements Checklist/eBird v.2019 que continúa a tratarlas como las subespecies S. melanotis ochracea y S. melanotis piurae.
Es monotípica. 